# 連続確率分布
連続確率分布（れんぞくかくりつぶんぷ、英: continuous probability distribution）や連続型確率分布（れんぞくがたかくりつぶんぷ）は、確率論において、累積分布関数が連続な確率分布である。連続確率分布となるのは確率変数 X が連続型のときに限られる。絶対連続分布と区別する際は広義連続分布と呼ぶ。
広義連続分布では、確率変数 X の値 a に対して常に P(X = a) = 0 である。これは必要十分条件である。しかし、確率変数が連続型でも広義連続分布でない場合は、必ずしもそうではない。広義連続分布ではない例として退化分布がある。退化分布などでは P(X = a) > 0 となることもありうる。
広義連続分布では確率密度関数が存在しない場合があるが、絶対連続分布では必ず確率密度関数が存在する。
なお、連続確率分布は単に確率変数が実数などの連続値になる場合の確率分布のことでは無い。条件は更に厳しく、累積分布関数が連続であることも必要である。

## 区間に対する確率
連続分布では確率分布の確率変数 X において、全ての実数 a について P(X = a) = 0 になる。すなわち、X が値 a を取る確率は、任意の a について 0 である。離散確率分布では確率 0 の事象は空事象、つまり起こらないことを意味する（例えばサイコロの目が3.5になる確率は 0）が、連続型確率変数ではこれは正しくない。例えば、ある木の葉っぱの幅を測るとして、それが3.5cmとなることもありうるが、その確率は 0 である。何故なら3cmと4cmの間には無限に多数の値があるためであり、個々の値が測定できる確率はゼロだが、ある区間の値となる確率は 0 ではなく、例えば P(3 ≦ X ≦ 4) = 0.1 のように区間に対して確率を考える。X が区間のような無限集合内の何らかの値を取る確率は、個々の確率値を単純に加算するのではなく、確率密度関数を定積分して求める。この例では {\displaystyle \int _{3}^{4}f(x)\,dx=0.1} である。また、累積分布関数を用い P(3 ≦ X ≦ 4) = F(4) - F(3) という扱い方もする。

## 絶対連続分布
累積分布関数が「連続」であるという用語は、「ルベーグ測度に対して絶対連続」という意味で使われることもある。σ-有限である確率空間において、確率分布が可測関数のルベーグ積分で表されるための必要十分条件は、累積分布関数 FX が絶対連続であることである（ラドン＝ニコディムの定理）。このときのラドン＝ニコディム微分を確率密度関数という。確率分布 PX が絶対連続であるとは、ルベーグ測度が 0 の {\displaystyle \mathbb {R} } の部分集合 N をとる確率が 0 である。絶対連続 ⊆ 連続であり、絶対連続分布 ⊆ 広義連続分布 ⊆ 連続型確率変数の確率分布である。
ルベーグ測度が 0 の非可算な集合（たとえばカントール集合）も存在するため、累積分布関数が連続（つまり、任意の実数 a について P(X = a) = 0）であっても絶対連続でない例が存在する。カントール分布は（本来の意味では）連続だが、絶対連続ではない。
実際の応用においては、確率変数は離散的な場合も絶対連続な場合も、それらの混合の場合もある。しかし、カントール分布は離散的でも離散分布と絶対連続分布の重み付き平均でもない。
正規分布、連続一様分布、ベータ分布、ガンマ分布は、絶対連続分布としてよく知られている。正規分布は、中心極限定理があるため、自然界や統計ではよく現れる。多数の小さな独立変数の総和としてモデル化できる変数は総じて、正規分布に近似できる。